# Sisa Koyamaibole

a Compétitions nationales et continentales officielles uniquement.

b Matchs officiels uniquement.
Dernière mise à jour le 12 juillet 2020.
Sisaro Dautu Koyamaibole, né le 6 mars 1980 à Suva (Fidji), est un joueur international fidjien de rugby à XV. Il joue au poste de troisième ligne centre.
Son neveu Tevita Ikanivere est également un joueur de rugby à XV international fidjien.

## Biographie

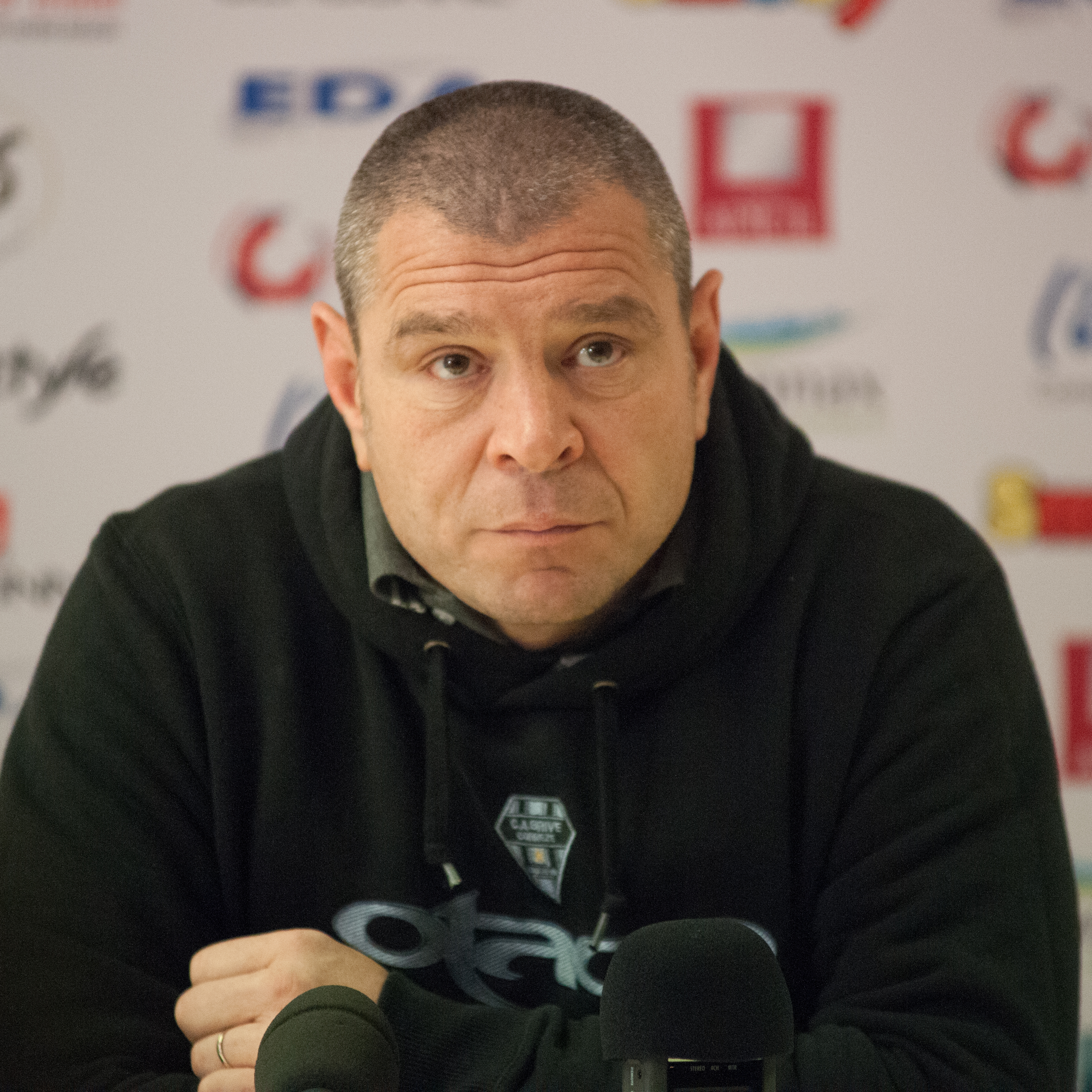
Didier Casadeï, ici en 2013, est l'entraîneur de Sisa Koyamaibole de 2013 à 2018.

## Carrière

### En club
- 2005-2006: Taranaki Rugby Union (NPC)
- 2006-2008: Petrarca Rugby Padoue
- 2008-2009 : RC Toulon
- 2009-2011 : Sale Sharks
- 2011-2012 : Lyon OU
- 2012-2013 : Union Bordeaux-Bègles
- 2013-2018 : CA Brive
- 2018-2020 : US Bergerac
- 2020- : RAC Châteauroux

### En équipe nationale
Il a honoré sa première cape internationale en équipe des Fidji le 16 juin 2001 contre l'équipe des Tonga.

## Palmarès

### En club
- 48 sélections en équipe des Fidji depuis 2001.
- 3 essais (15 points).
- Sélections par année : 6 en 2001, 8 en 2002, 8 en 2003, 2 en 2004, 8 en 2005, 6 en 2007, 3 en 2010, 5 en 2011, 2 en 2013.
- 5 sélections avec les Pacific Islanders : 3 en 2004 (Australie, Nouvelle-Zélande, Afrique du Sud), 2 en 2008 (France, Italie)

En coupe du monde :
- 2011 : 2 sélections (Afrique du Sud, Samoa)
- 2007 : 5 sélections (Japon, Canada, Australie, Pays de Galles, Afrique du Sud)
- 2003 : 4 sélections (France, États-Unis, Japon, Écosse)